# Schnąca limba (Tetmajer)
Schnąca limba – sonet młodopolskiego poety Kazimierza Przerwy-Tetmajera, opublikowany w tomiku Poezje. Seria pierwsza, wydanym w 1891. Utwór jest napisany klasycznym sylabicznym trzynastozgłoskowcem ze średniówką po sylabie siódmej. Rymy są żeńskie, ułożone w porządku abba abba ccd dee.
U stóp mych dzika przepaść. W ciemnym niebie blady
świeci księżyc, podobny wodnej białej lilii,
co kielich swój nad ciemne głębiny wychyli.
Cicho - grzmot słychać tylko huczącej kaskady.
Nad nurtem jej ze skalnej wyrosła posady
limba: zżółkło konary smutno na dół chyli,
czując, że dłużej walczyć na próżno się sili
i runie - wicher szumi jej hymny zagłady.
Nie ona jedna toczy tę walkę bolesną:
są ludzie i narody całe na przedwczesną
śmierć skazane, przez losów okrutne przekleństwo - -
i czyż warto jest walczyć nie wierząc w zwycięstwo?
I czyż warci są życia, którym brak doń siły?
I cóż z tych łez wylanych na słabych mogiły?...
Rosnąca na skałach limba symbolizuje samotność człowieka i jego nieprzystosowanie do życia w społeczeństwie, jak również śmierć. Tetmajer napisał również wiersz Limba.